# Derviş Mehmet Giray
Derviş Mehmet Giray ibn Mubarek Giray Çingizi fou un príncep de Crimea, probablement germà de Murad Giray (1678-1683), destacat com historiador per la seva crònica Tarikh-i Mehmed Giray conservada en manuscrit a la Biblioteca Nacional de Viena que recull la història de Crimea de 1682 a 1703, que per alguns aspectes té el valor de font original en haver-ne estat testimoni directe.